# Subantarctis
De Subantarctis, ook wel het subantarctisch gebied, is het gebied buiten de zuidpoolcirkel, direct ten noorden van Antarctica. Dit komt ongeveer overeen met een gebied tussen 55° en 66° zuiderbreedte. De noordelijke grens is een diffuse band met relatief lage luchtdruk, een convergentiezone. De luchtdruk is gemiddeld aan de lage kant omdat door deze zone met enige regelmaat depressies van west naar oost trekken. De subantarctische regio omvat vele eilanden in het zuiden van de Indische, Atlantische en Stille Oceaan. 
De arctische en subantarctische eilanden staan bekend om hun biodiversiteit. Er komen meerdere soorten zeehonden voor en talrijke vogels zoals albatrossen, de zuidpoolkip en de stormbandpinguïn.

## Externe link

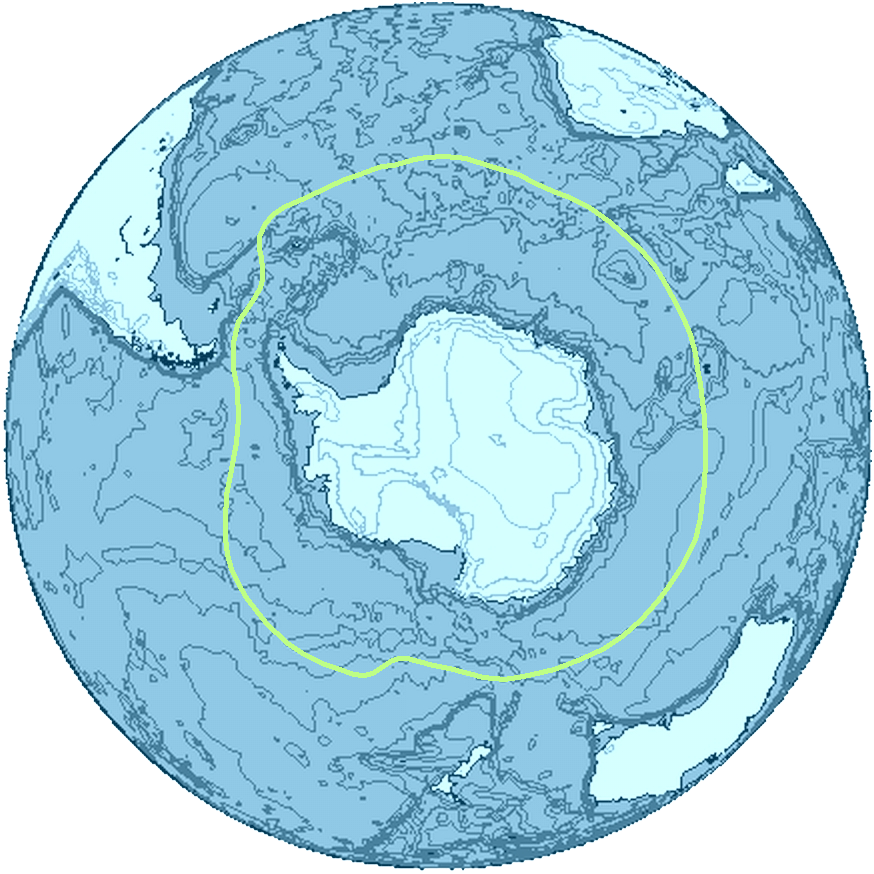